# Juan Pablo Rebella
Juan Pablo Rebella (Montevideo; 3 de diciembre de 1974 - 6 de julio de 2006) fue un cineasta uruguayo, premiado a nivel internacional por la realización, junto con Pablo Stoll, de los filmes 25 Watts y Whisky.

## Biografía
Estudió en la Universidad Católica del Uruguay, donde conoció a Pablo Stoll y a Fernando Epstein, con quien seguiría trabajando en un equipo de amigos integrado también por Inés Bortagaray, Arauco Hernández y Gonzalo Delgado. Juntos se graduaron en 1999 y desde entonces trabajaron en conjunto. Inicialmente realizó varios cortometrajes como Buenos y santos y Víctor y los elegidos, trabajando siempre con Stoll y con el productor Fernando Epstein, quien era también su amigo. Los tres fundaron la productora Ctrl Z (Control Zeta) en Uruguay y en 2001 estrenaron su primer largometraje 25 Watts, que logró gran aceptación entre el público y la crítica. En 2004 estrenaron la que sería su segunda película, Whisky, con la que alcanzaron numerosos premios internacionales.
El 6 de julio de 2006 fue hallado muerto en su apartamento, a los 31 años terminó con su vida. Rebella se encontraba preparando el guion de la que hubiese sido su tercera película con Stoll, 3; finalmente, la misma fue dirigida y estrenada por Stoll en 2012.

## Premios y nominaciones
Festival Internacional de Cine de Cannes
| Año  | Categoría               | Película | Resultado |
| ---- | ----------------------- | -------- | --------- |
| 2004 | Prix du Regard Original | Whisky   | Ganador   |
| 2004 | Premio FIPRESCI         | Whisky   | Ganador   |